# Два пиштоља
Два пиштоља (енгл. 2 Guns) је америчка акциона криминалистичка комедија из 2013. године режисера Балтазара Кормакура, са Дензелом Вошингтоном, Марком Волбергом, Полом Патон, Билом Пакстоном, Џејмсом Марсденом и Едвардом Џејмсом Олмосом у главним улогама. Филм је заснован на истоименој серији стрипова коју су креирали Стивен Грант и Матеус Сантолуко, а коју је 2007. године објавила издавачка кућа Boom! Studios.
Снимање се одвијало у Њу Орлеансу, Луизијани и областима широм Новог Мексика. Филм означава другу сарадњу између режисера Балтазара Кормакура и Марка Волберга, након филма Кријумчарење, снимљеног годину дана раније. Такође, означава другу сарадњу и између Дензела Вошингтона и Поле Патон, након филма Дежа ви. 
Премијерно је објављен у америчким биоскопима 2. августа 2013. године, зарадивши 27 милиона $ током свог првог викенда. Изазвао је генерално помешане реакције код публике и критичара, уз много похвала за перформанс Вошингтона и Волберга који према речима многих критичара изненађујуће добро функционишу заједно, узимајући у обзир чињеницу да поседују врло различите глумачке стилове. Критичари са сајта Ротен томејтоуз су му на основу 189 рецензија доделили просечан скор од 65%, док је од публике добио 66%.
Укупна зарада од филма износила је 131,9 милиона $, што га у поређењу са продукцијским буџетом у износу од 61 милиона $, чини финансијски успешним.

## Радња
Роберт Боби Тренч, специјални агент Управе за сузбијање наркотика и Мајкл Стиг Стигман, официр Америчке морнарице, провели су скоро годину дана нераздвојно, али не својом вољом већ радећи на тајном задатку као чланови нарко-синдиката. Радећи заједно, њих двојица немају поверења један у другог колико ни у криминалце које треба да среде. После безуспешног покушаја да се инфилтрирају у мексички нарко-картел и спасу милионе долара, њихови надређени изненада поричу да имају икакве везе са њима. Пошто сви желе да их виде у затвору или под земљом, схватају да могу рачунати само један на другога. Добри момци који су се годинама претварали да су лоши успут су покупили пар трикова, на велику жалост њихових прогонилаца...

## Улоге
| Глумац              | Улога                                                      |
| ------------------- | ---------------------------------------------------------- |
| Дензел Вошингтон    | DEA специјални агент Роберт „Боби” Тренч                   |
| Марк Волберг        | подофицир 1. класе Америчке морнарице Мајкл „Стиг” Стигман |
| Пола Патон          | DEA специјални агент Деб Рис                               |
| Бил Пакстон         | Ерл                                                        |
| Џејмс Марсден       | потпуковник Америчке морнарице Харолд Квинс                |
| Едвард Џејмс Олмос  | Мени „Папи” Греко                                          |
| Фред Ворд           | адмирал Туви                                               |
| Роберт Џон Берк     | DEA специјални агент Џесуп                                 |
| Патрик Фишлер       | др. Кен                                                    |
| Едгар Ареола        | Руди                                                       |
| Кристофер Метју Кук | дебели                                                     |
| Кајл Расел Клементс | Тимо                                                       |
| Тејт Флечер         | Мини                                                       |
| Тим Бел             | мршави                                                     |
| Амбир Чајлдерс      | млада госпођа                                              |